# Cercatore di comete

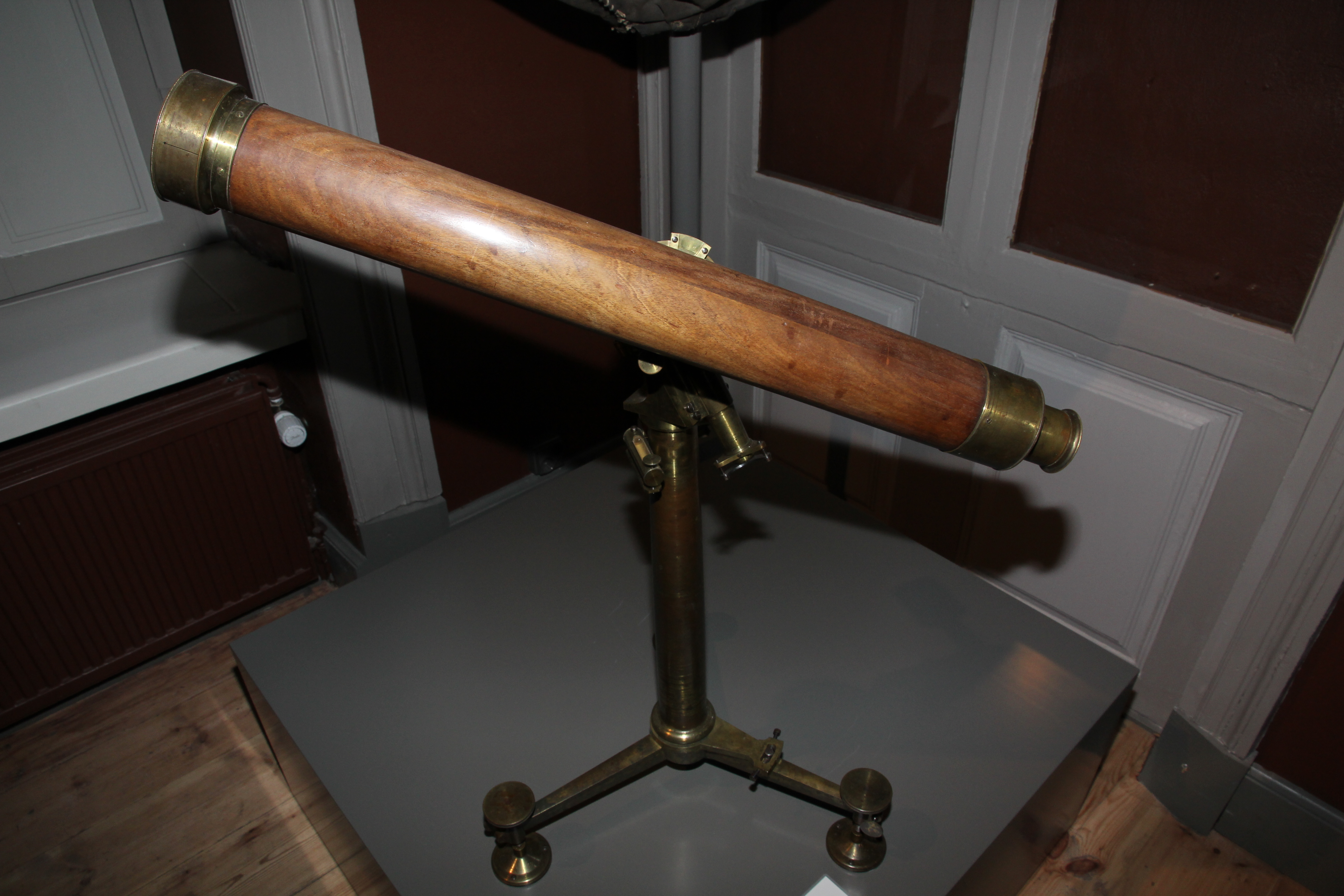
Telescopio cercatore di comete, osservatorio di Helsinki. Realizzato da Utzschneider e da Fraunhofer nel 1830.

Il cercatore di comete è un tipo di telescopio adattato per cercare comete: generalmente ha una corta lunghezza focale e una ampia apertura, al fine di garantire la massima luminosità dell’immagine.